# Lee Ju-youn
Lee Ju-youn (Seoul, 29 oktober 1987) is een Zuid-Koreaanse langebaanschaatsster.

## Persoonlijke records
| Afstand    | Tijd     | Datum            | Baan           |
| ---------- | -------- | ---------------- | -------------- |
| 500 meter  | 40,38    | 10 maart 2006    | Erfurt         |
| 1000 meter | 1.17,92  | 19 november 2005 | Salt Lake City |
| 1500 meter | 1.57,09  | 17 november 2007 | Calgary        |
| 3000 meter | 4.05,64* | 16 november 2007 | Calgary        |
| 5000 meter | 7.18,85  | 22 november 2008 | Moskou         |

* = Tevens een nationaal record

## Resultaten
| Jaar | NK Afstanden               | NK Allround | CK Azië | WK Allround | WK Afstanden        | Olympische Spelen                    | WK Junioren          |
| ---- | -------------------------- | ----------- | ------- | ----------- | ------------------- | ------------------------------------ | -------------------- |
| 2003 |                            |             |         |             |                     |                                      | 16e 4e achtervolging |
| 2004 | 1000m · 1500m · 3000m      | Goud        | DQ4     |             |                     | 9e 6e achtervolging                  |                      |
| 2005 |                            | Goud        | 8e      |             |                     | 5e · achtervolging                   |                      |
| 2006 |                            |             |         |             |                     | 26e 1000m 16e 1500m                  | · achtervolging      |
| 2007 | 1000m · 1500m              | 5e          |         |             | 10e 1500m 14e 3000m |                                      |                      |
| 2008 | 1500m · 3000m              | Goud        |         | NC21        | 13e 1500m 16e 3000m |                                      |                      |
| 2009 | 1500m · 3000m · 5000m      | Goud        | 6e      | NC20        | 20e 1500m 16e 3000m |                                      |                      |
| 2010 | 1500m · 3000m              | Zilver      | 6e      |             |                     | 33e 1500m 23e 3000m 8e achtervolging |                      |
| 2011 | 1500m · 3000m · 5000m (ms) | Goud        | NC7     |             |                     |                                      |                      |

 (ms) = met massastart

### Medaillespiegel
| Kampioenschap | Goud | Zilver | Brons |
| ------------- | ---- | ------ | ----- |
| NK Afstanden  | 2    | 3      | 0     |
| NK Allround   | 2    | 0      | 0     |
| WK Junioren   | 0    | 2      | 1     |